# 德国足球联赛协会
德国足球联赛协会（德語：Die Liga – Fußballverband）是德国职业足球俱乐部的联合会（或称公司），并面向德国足球协会代表各俱乐部的权益。其所有业务均交由全资附属子公司德国足球职业联盟（德語：Deutsche Fußball Liga GmbH，简称）运营，而其董事会成员同时也兼任德国足球职业联盟的监事会成员。自2001年7月1日起，德国足球联赛协会或称德国足球职业联盟开始与德国足球协会共同举办德国足球甲级联赛和德国足球乙级联赛。

## 架构
德国足球职业联盟在2000年12月18日以一家独立的有限责任公司形式成立，德国足球联赛协会是其唯一股东，并提供了100万欧元的註冊資本。联赛协会自2001年起成为德国足协的正式成员，而德甲、德乙则自此不再作为德国足协的成员。这两个组织所开展的联合活动主要受以下法律协议规管：
- 德国足球协会章程
- 德国足球协会及德国足球职业联盟之间的基本协议
- 德国足球联赛协会章程

德国足球职业联盟的组织结构包括股东大会、董事会和监事会。德国足球联赛协会主席同时也兼任德国足协执委会及董事会成员。

## 职责
德国足球职业联盟是德甲、德乙两个级别联赛全体成员的服务提供商，并代表球队处理公众和媒体事务。德国足球职业联盟的职责主要有三个方面：比赛运营、市场营销及参赛授权。其中比赛运营主要包括两档职业联赛及德国超级杯的运营和管理。
市场营销的业务主要为对两档职业联赛每赛季总共612场比赛的电视、电台广播和互联网的转播权进行分配，以及在海外的品牌推广。
参赛授权则是涉及对两档职业联赛36支职业球队及地区联赛球队的参赛牌照审批发放工作。如果参赛球队不符合一定的要求，职业联盟可以拒绝发放牌照。这些要求包括竞赛、法律、人事行政、基建、安保、媒体技术和财务等范畴。其中最重要的是财务审核，其目的是为了确保联赛中的每支球队拥有足够的流动资金提供至赛季结束，以维持赛事的正常运作。